# Hungerford (Texas)
Pour les articles homonymes, voir Hungerford.
Hungerford est une census-designated place située dans le comté de Wharton, dans l’État du Texas, aux États-Unis. Sa population s’élevait à 347 habitants lors du recensement de 2010.